# 3610 Decampos
3610 Decampos este un asteroid din centura principală, descoperit pe 5 martie 1981 de Henri Debehogne.